# Rue Cujas (Paris)
Pour les articles homonymes, voir Rue Cujas.
La rue Cujas est une voie située dans le quartier de la Sorbonne du 5e arrondissement de Paris.

## Situation et accès
La rue Cujas est accessible par la ligne 10 à la station Cluny - La Sorbonne et par la ligne B du RER à la gare du Luxembourg.

## Origine du nom
Elle doit son nom à Jacques Cujas (1522-1590), jurisconsulte, en raison de son voisinage de la Faculté de droit.

## Historique
Ancienne « rue Saint-Étienne des Grès », elle est citée dans Le Dit des rues de Paris de Guillot de Paris sous la forme « rue Saint-Estienne ».
La partie de cette rue qui s'étend de la place du Panthéon à la rue Saint-Jacques existait déjà en 1230, sous le nom de « rue par où l'on va de l'église Sainte-Geneviève à celle de Saint-Étienne ». L'autre partie allant au boulevard Saint-Michel fut terminée en 1846.
Elle a été créée sur l'emplacement de l'ancien « passage des Jacobins ». En 1243, cette rue portait le nom de « rue des Grès » et de « rue Saint-Étienne-des-Grès », à cause des grès ou marches qu'il fallait monter pour arriver au perron[pas clair] de l'église. La « rue des Grès » occupait l'emplacement de l'ancien couvent des Jacobins de la rue Saint-Jacques, fondé en 1217.

### Rue des Grès
Cette voie, d'une longueur de 196 mètres, située dans l'ancien 11e arrondissement, quartier de la Sorbonne, commençait nos 154 et 156 rue Saint-Jacques, et finissait nos 133 et 135 rue de la Harpe. Le dernier numéro impair était le 21 et le dernier numéro pair était le 26.
Elle est citée dans Le Dit des rues de Paris de Guillot de Paris sous la forme « des Jacopins » dans « Qui des Jacopins siet bien prèz Encontre est rue Saint-Estienne. »
La rue des Grès était anciennement le « passage des Jacobins ». Cette communauté religieuse avait son entrée dans ce passage. 

En 1780, l'église tombait en ruines, et en 1790 le couvent tout entier fut vendu et démoli, et sur son emplacement furent percées par la suite, les rues Cujas, Victor-Cousin, Soufflot, de Cluny, et l'ancienne rue Neuve-des-Poirées. Quelques bâtiments cependant furent conservés et servirent jusqu'en 1849, à différents usages : pénitencier pour les jeunes détenus,
écoles puis enfin, caserne des gardes municipaux.

Un procès-verbal dressé par le Conseil des bâtiments civils, dans sa séance du 24 thermidor an VII (11 août 1799), porte ce qui suit : « Les domaines nationaux qui bordent le passage des Jacobins ayant été vendus à la charge de fournir le terrain nécessaire pour la formation d'une rue à ouvrir sur ce passage, cette rue, qui, aux termes de la déclaration du mois d'avril 1783, ne pouvait avoir moins de 10 mètres, a été fixée à cette largeur, etc. ». Cette disposition fut sanctionnée le 8 frimaire an VIII (29 novembre 1799) par le ministre de l'Intérieur Laplace, qui décida, le 13 frimaire an VIII (4 décembre 1799), que le « passage des Jacobins » prendrait la dénomination de « rue des Grés ».
Cette voie publique tirait ce nom de sa proximité de l'église Saint-Étienne-des-Grès. Une ordonnance royale du 13 septembre 1846 a maintenu la largeur de 10 mètres.

## Bâtiments remarquables et lieux de mémoire
- No 2 : entrée de la bibliothèque Cujas (ancienne entrée du collège Sainte-Barbe).

— Emplacement, en retrait de la rue, de l'ancienne église Saint-Symphorien-des-Vignes, d'époque médiévale (peut-être mérovingienne) et disparue au XVIIIe siècle au plus tard ; dépendant de l'abbaye de Sainte-Geneviève elle est cédée par celle-ci au collège des Cholets (qui suit).
- No 3 : hall Cujas de l'université Panthéon-Sorbonne et de l'université Panthéon-Assas.
- Nos 4 et 8 (et 123 et 125 rue Saint-Jacques) : aile latérale en retour d'équerre du lycée Louis-le-Grand (rebâti de 1885 à 1888) recouvrant :
- au no 4 : l'emplacement de l’ancien collège des Cholets (fin du XIIIe siècle, fermé en 1763) dont le terrain est absorbé dès 1822 par le collège Louis-le-Grand[1].
- No 5 : emplacement de l’ancienne église Saint-Étienne-des-Grès (peut-être d'époque mérovingienne, attestée en 1031), fermée en 1790 et démolie en 1792[1].
- Nos 12-14 : bâtiments classés de la Sorbonne.
- No 16 : 
  - Hôtel des 3 Collèges, à l’emplacement de l’ancien collège de Cluny.
  - Raoul Ponchon y a passé les dernières années de sa vie.
  - Miklos Radnoti y habita en 1939.
- No 19 : création du Cercle des Hydropathes le 11 octobre 1878, embryon du Chat noir à Montmartre.
- No 20 : l'ancien cinéma d'art et essai Accattone, précédemment Studio Cujas, qui a cessé son exploitation en 2012. Des travaux effectués en 2022, mettent au jour dans les fondations d'importants vestiges gallo-romains[4].
- no 23 : école maternelle publique.

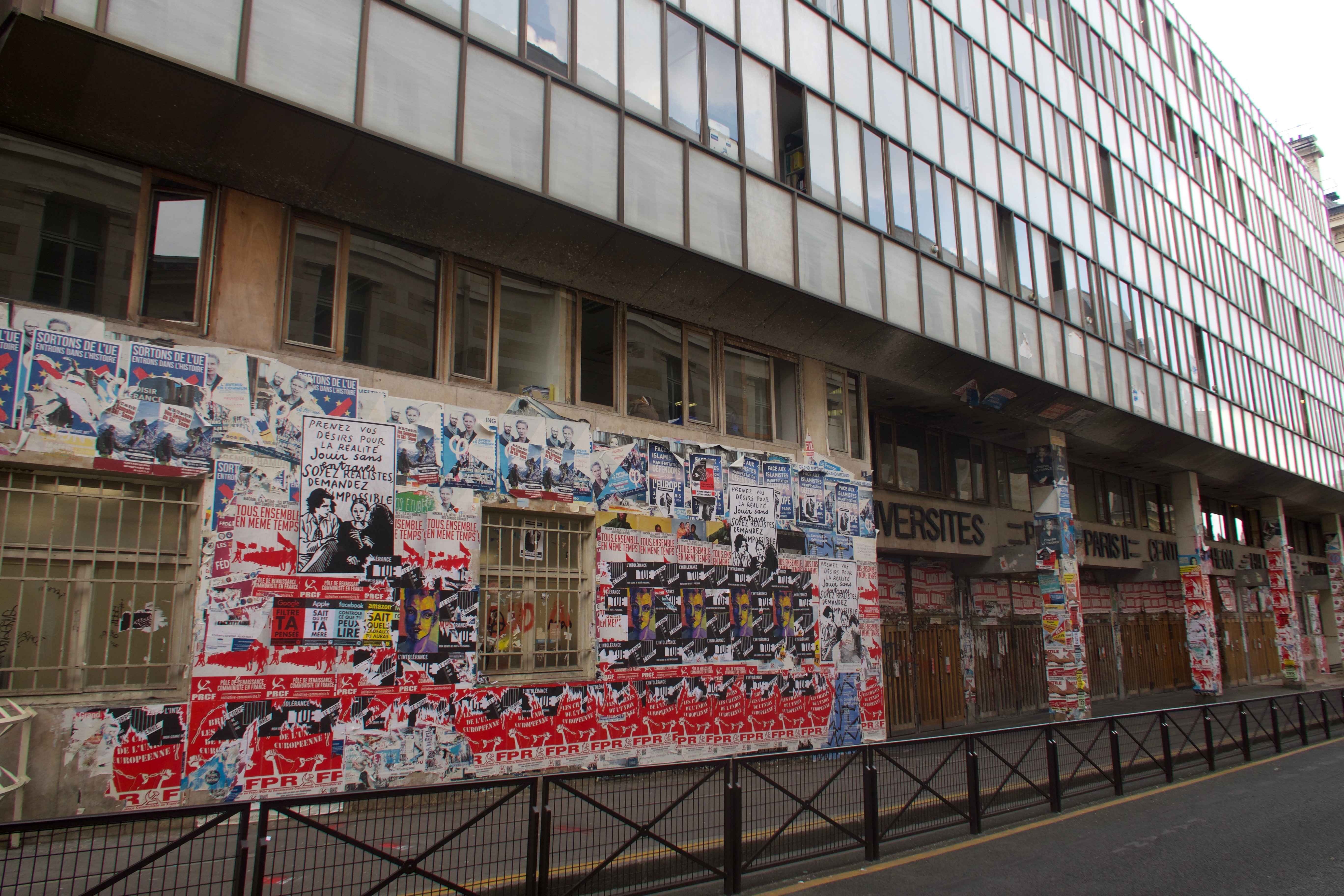
Hall Cujas.
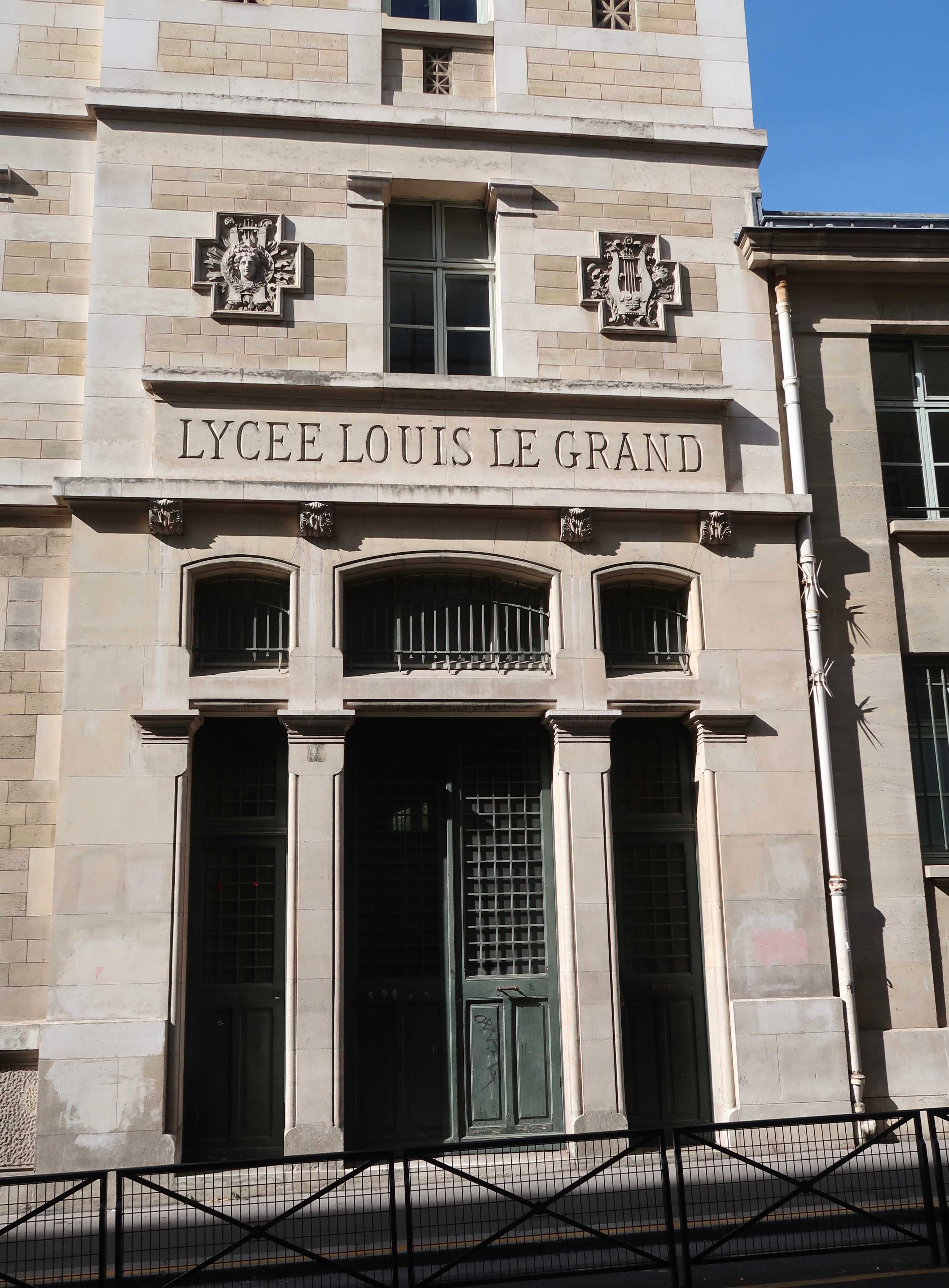
No 4 : façade latérale sud du lycée Louis-le-Grand.
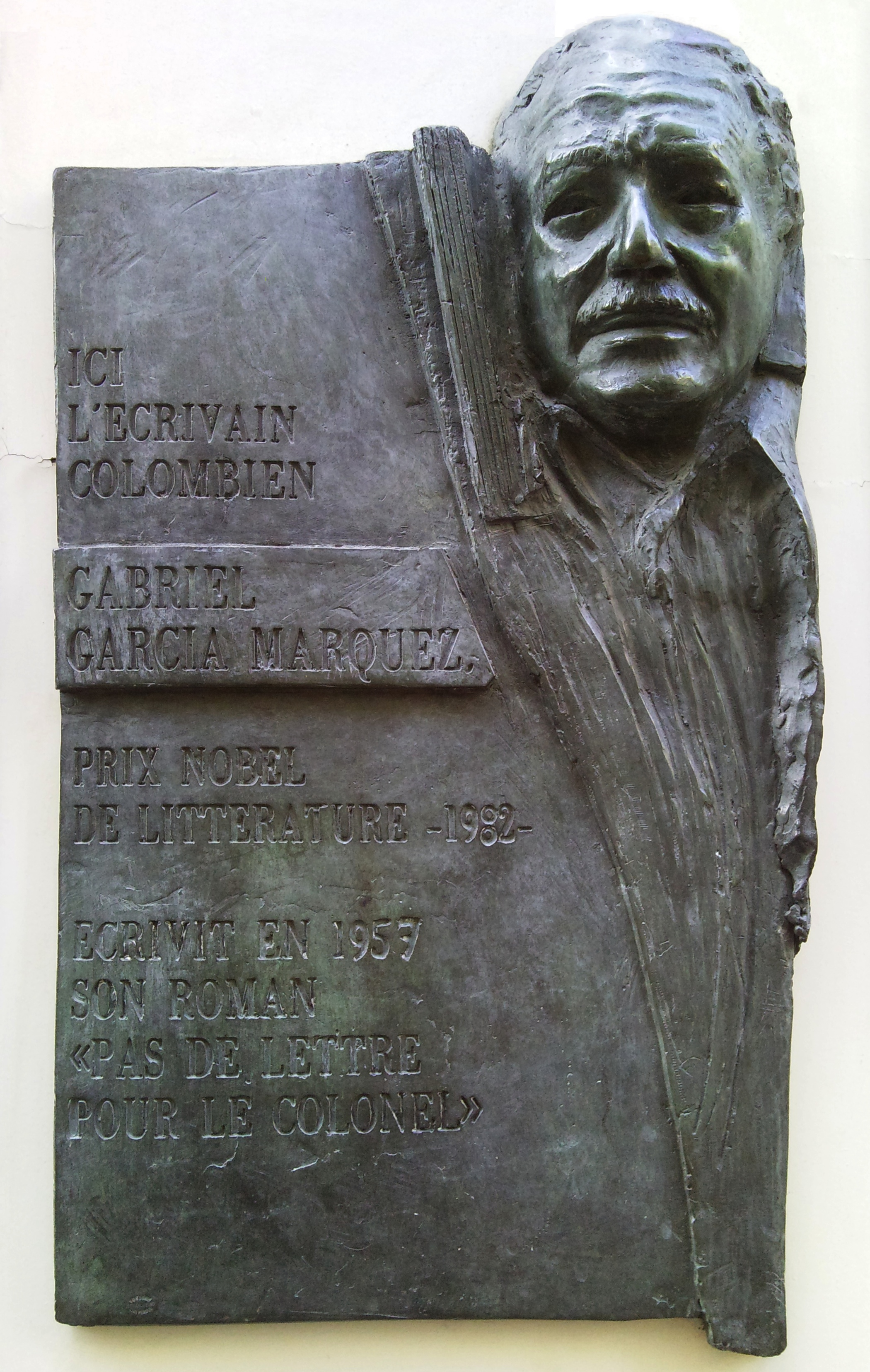
No 16 : plaque en l'honneur de Gabriel García Márquez.
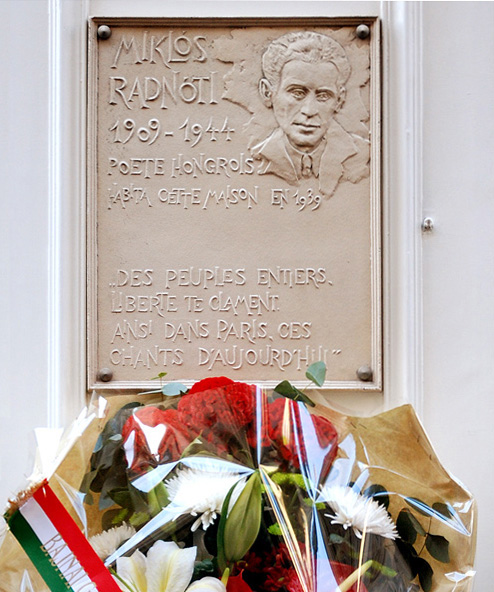
No 16 : plaque en l'honneur de Miklós Radnóti.
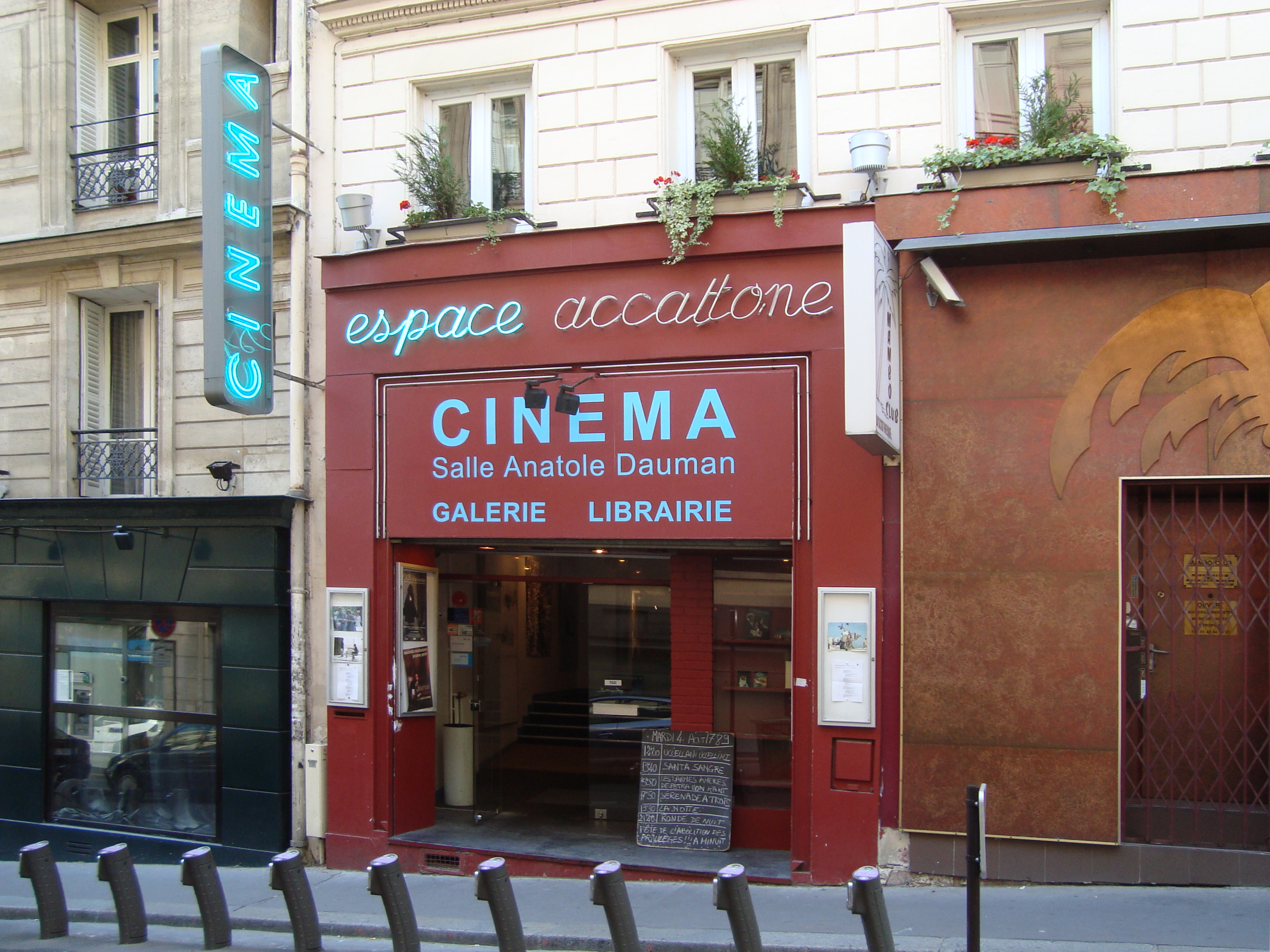
No 20 : ancien cinéma Accattone.
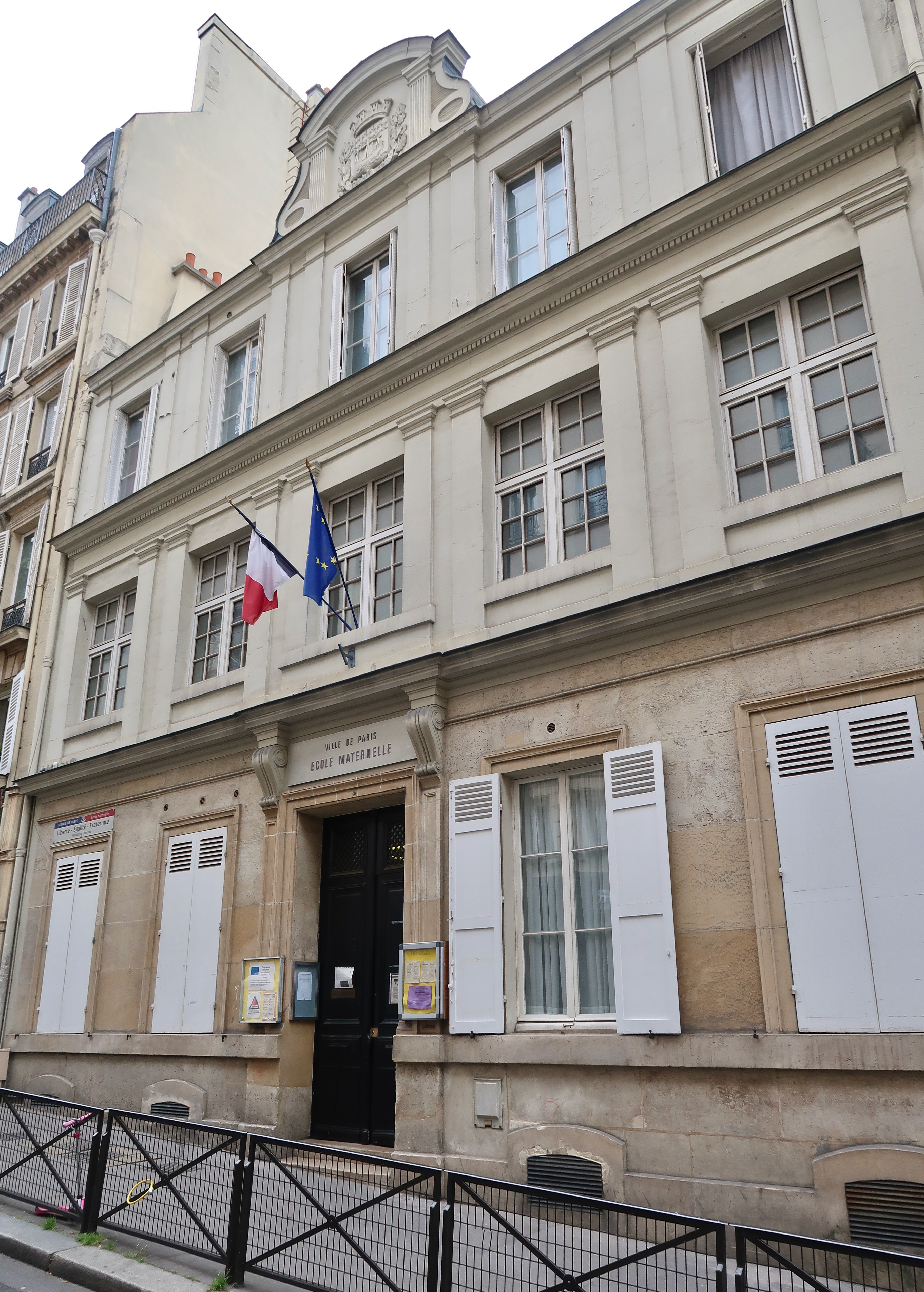
No 23.